# Akira (programari)
Akira és una aplicació de gràfics vectorials construïda en Vala i GTK. Akira s'enfoca en oferir un disseny modern i ràpid, augmentar el flux de treball i està dirigida a dissenyadors web i dissenyadors gràfics. Només suportada per a Linux, pretén ser una alternativa d'aquest sistema operatiu a Sketch, Figma, o Adobe XD. L'aplicació ha estat sota el comandament d'Alessandro Castellani com a principal programador amb el recolzament de Alberto Fanjul, Bilal Elmoussaoui i Felipe Escoto. És de codi obert sota llicència GPL3. Compta amb el suport implícit de la distribució Elementary OS.
La primera versió alpha fou la 0.0.1 que fou llançada el 3 d'agost del 2020.

## Característiques
- Interfície senzilla i intuïtiva, no disposa de menús amagats. El que en anglès anomenen UI/UX sigles que fan referència a UI (User Interface) i UX (User Experience), expressions que fan referència a bona aparença i experiència agradable[6]
- Empra el seu propi format (.akira) per a desar arxius, que és un arxiu zip amb arxius SVG i un repositori local de Git amb canvis.
- Capacitat d'exportar imatges a SVG, JPEG, PNG i PDF.
- Qualsevol forma a Akira disposa de dos nivells per a ser editada. En un primer nivell, a partir de ser seleccionat, es proporcionen eines per a les transformacions típiques com la rotació, el canvi de grandària, etc. En el segon nivell es treballa amb els nodes, es poden moure, afegir, treure; es treballa amb corbes Bézier i les rutes es poden obrir o tancar.[7]
- Es pot descarregar des de l'AppCenter d'Elementary OS o des de la línia de d'ordres de Linux.[8]